# Польско-русская уния
Польско-русская уния (пол. Unia polsko-rosyjska), в польской историографии называемая также Польско-московский союз (пол. Unia polsko-moskiewska) или Тройственная уния (пол. Unia troista) — политический проект превращения конфедерации Польского Королевства и Великого Княжества Литовского в унию между Речью Посполитой и Русским государством.

## История
Проект унии между Русским Государством и Речью Посполитой возник после смерти в 1572 году польского короля Сигизмунда II Августа, когда кандидатура русского царя Ивана IV была предложена для занятия польского королевского престола. Несмотря на поддержку со стороны части шляхты, сам Иван не выражал заинтересованности королевским троном Речи Посполитой. Как говорил в Сейме Ян Замойский: «Великий князь Московский был бы наилучшим кандидатом на престол, однако не выражает им заинтересованность».
Позже рассматривался вопрос о кандидатуре царя Федора Иоанновича, но эта возможность отпала, поскольку шляхта добивалась его перехода в католичество. В 1600 году дипломатическая миссия Льва Сапеги в Москве не смогла договориться с Борисом Годуновым о создании конфедерации и объединении тронов потомками Годунова или Сигизмунда III Вазы из-за разногласий по вопросам свободы торговли и путешествий, вероисповедания, заключению брака между супругами и выборе ими места поселения, русская сторона также была встревожена процессами полонизации (видимыми уже в Литве) и участившимися побегами крестьян из России в Речь Посполитую. Вдохновителем проекта была польская сторона в лице Яна Замойского и Льва Сапеги.
После восстания и низложения русского царя Василия Шуйского летом 1610 года новое московское правительство (Семибоярщина) избрало Владислава царём на Земском Соборе на поле у Серпуховской башни (Сухаревом поле) и стало чеканить в Москве и Новгороде от имени царя «Владислава Жигимонтовича» золотую и серебряную монету. 27 августа (6 сентября) 1610 года юный Владислав как русский царь заочно принял присягу московского правительства и жителей Москвы и получил привезённые ему царские регалии, за исключением короны. Так как заранее обещанное ему и его отцу замирение обеих русских сторон внутреннего гражданского конфликта не случилось, 15-летний королевич в Москву не прибыл, православие не принял, и следовательно, венчан на царство не был. Его отец Сигизмунд III Ваза  предложил себя как держателя русского престола до замирения русских сторон конфликта и совершеннолетия сына, который был ещё наследником польского и шведского престола. Король был страстным католиком, и поэтому его кандидатура не получила поддержки русской стороны. В начале 1612 года вспыхнуло всенародное восстание Минина и Пожарского. А в октябре 1612 года в московском Кремле боярское правительство королевича Владислава было низложено. 
В 1634 году после окончания Смоленской войны и подписания Поляновского мира Владислав окончательно отказался от претензий на русский престол.
Вторжение Швеции в Речь Посполитую и шведско-литовская уния привели к заключению Россией временного Виленского перемирия с Речью Посполитой и началу русско-шведской войны 1656—1658 годов. В этот момент, во время немного притихшей русско-польской войны 1654—1667 годов , русская сторона сама предлагала русскую кандидатуру на польский трон, что встретило естественное  противодействие с польской стороны.
Вновь проект такой конфедерации был предложен в конце XVIII века, но не был реализован. Образованное по решению Венского конгресса Царство Польское с 1815 года находилось в унии с Российской империей во главе с русским императором Александром I, который получил титул "Царь Польский".